# Rue Agar
La rue Agar est une rue du 16e arrondissement de Paris.

## Situation et accès
Sa forme est celle d'un T majuscule : le pied de la barre verticale se situant au niveau du 41, rue Gros, le côté gauche de la barre horizontale étant en cul-de-sac et le côté droit se terminant au 19, rue Jean-de-La-Fontaine.

## Origine du nom

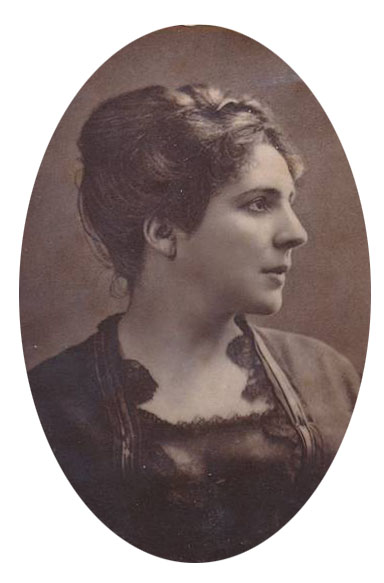
Marie-Léonide Charvin, dite Agar.

Elle porte le nom de l'artiste dramatique Marie-Léonide Charvin, dite Agar (1832-1891), qui habita à Auteuil de 1870 à 1880.

## Historique
Elle a été ouverte en 1911 sous le nom de « rue Moderne » avant de prendre sa dénomination actuelle en 1912.
L’ensemble immobilier de la rue Agar — dont deux immeubles seulement ont été réalisés — était un projet majeur de l’architecte Hector Guimard puisque le projet devait à l’origine comporter treize immeubles.

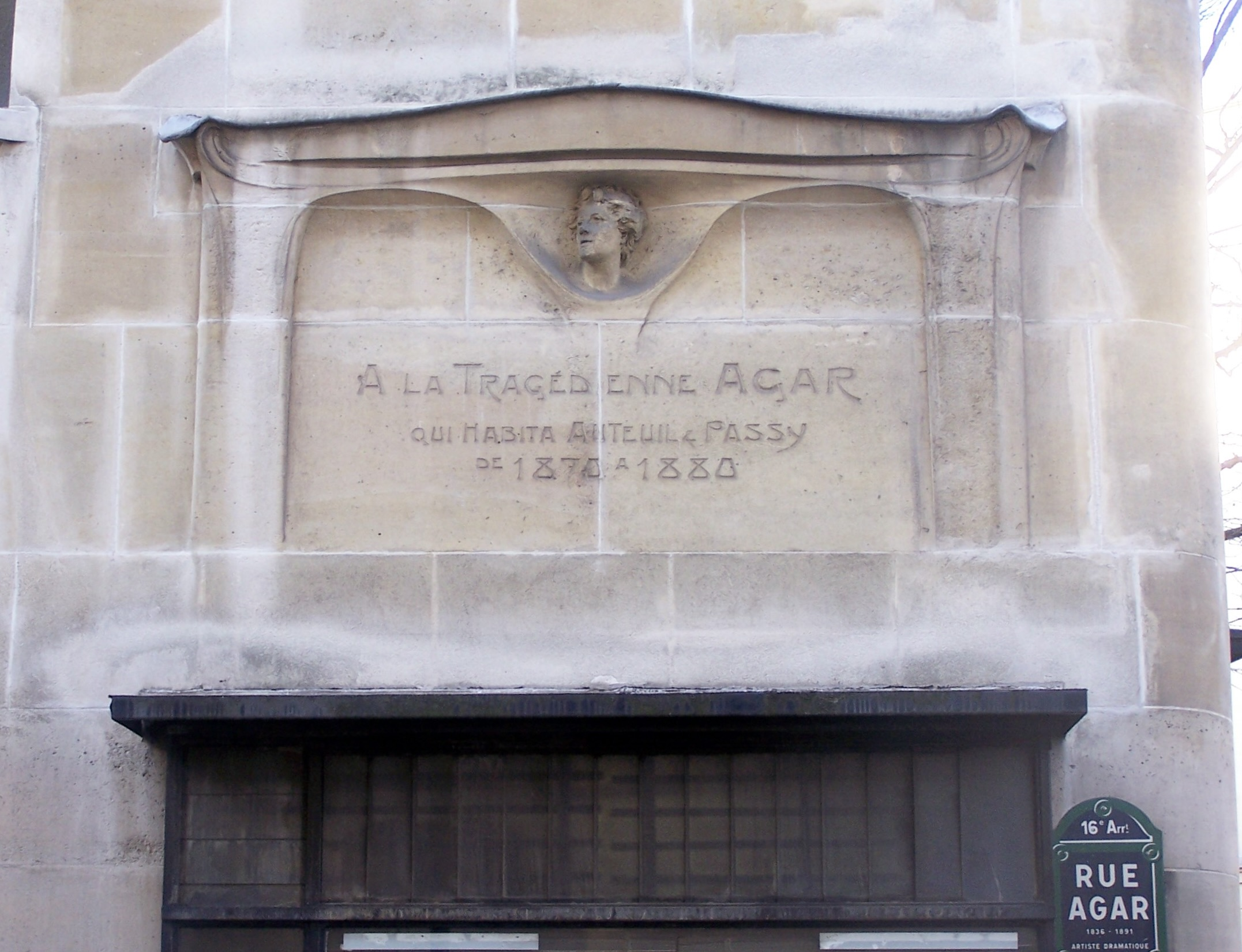
Cartouche en l’honneur d’Agar.

La demande de permis de quatre premiers immeubles date du 3 juin 1910 : elle était relative à l’ensemble des terrains compris entre la rue Jean-de-La-Fontaine et la future rue Agar, alors très symboliquement appelée « rue Moderne », mais finalement c’est la Société générale de constructions modernes qui obtint un permis de construire pour les seuls deux immeubles construits dans la rue Agar, le 27 novembre 1911.
Un grand cartouche sculpté a été apposé avant l’angle du 43, rue Gros, en l’honneur de la tragédienne Agar, dont la rue nouvelle prit finalement le nom.
Cette inscription fit l’objet d’une inauguration, dont la revue La Construction moderne rendit compte en détail, mais c’est aussi parce que Guimard avait pris la plume pour assurer la promotion de l’Art nouveau et de son œuvre en particulier.

## Bâtiments remarquables et lieux de mémoire

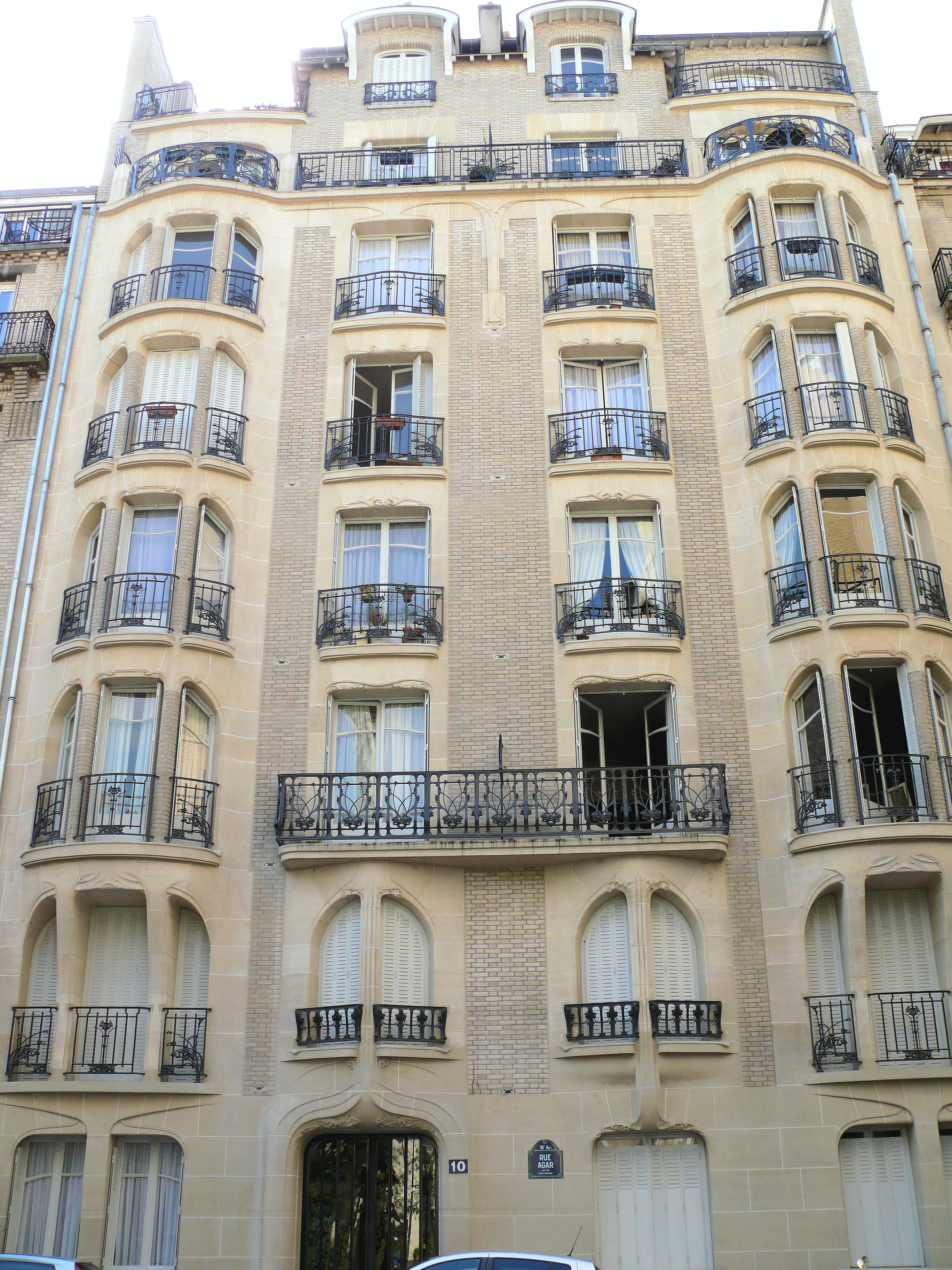
No 10.

- Le prince et la princesse Ioussoupov, en exil en France, ont habité successivement rue Agar et rue Jean-de-La-Fontaine entre 1940 et 1943.
- Nos 8 et 10 : ces deux immeubles mitoyens sont de 1911 et signés par l’architecte Hector Guimard[4]. Ces immeubles présentent notamment des appuis de fenêtres et des balcons en fer forgé typiques du style Guimard. Chaque immeuble compte six étages carrés et deux étages sous combles.

Sont classés aux monuments historiques :
les façades et les toitures : inscription par arrêté du 15 janvier 1975 ;
les décors intérieurs de la boutique dite Café Antoine, située à droite de l’entrée de l’immeuble : plafond fixé sous verre signé Benoist & Fils, moulures, miroirs, peintures d’E. Mérou, faïences murales et carrelages du sol (cad. BZ 69) : inscription par arrêté du 16 juin 2006 ;
les appuis des fenêtres et balcons coulés par les fonderies de Saint-Dizier suivant les dessins de l’architecte.